# 麦加斯梯尼
麦加斯梯尼（英語：Megasthenes），（前350年—前290年）。古希腊塞琉古一世的伊奥尼亚使节，曾几次前往印度孔雀王朝旃陀罗笈多一世国王的宫廷。他也在后者的都城中待过一段时间。他游历了北印度，是首位权威撰述印度历史的希腊人。他的四卷本《印度史》，其中包括地理、种族、城市、政府、宗教、历史和神话传说的记载。

## 扩展阅读
- McCrindle, J.W. . Trubner & Co., London. 1877.
- Dahlaquist, Allan. . Motilal Banarsidass Publ. 1996: 386  [2013-01-24]. ISBN 81-208-1323-5. （原始内容存档于2016-06-30）.
- Vassiliades, Demetrios. . New Delhi: Munshiram Manoharlal Publ. 2000. ISBN 81-215-0921-1.
- Megasthenes, E. A. Schwanbeck , 编, , Sumptibus Pleimesii, bibliopolae (Original Oxford University), 1846  [2013-01-24], （原始内容存档于2021-01-31）